# Mavinakere, Krishnarajpet
Mavinakere là một làng thuộc tehsil Krishnarajpet, huyện Mandya, bang Karnataka, Ấn Độ.